# Surtshellir
Surtshellir er en grotte i det vestlige Island, som er en 1.970 m lang lavatunnel. Den ligger i lavasletten Hallmundarhraun ca. 60 km fra byen Borgarnes. Surtshellir er Islands længste lavagrotte. Højden er i hovedparten af tunnelen næsten 9 m. I forlængelse af Surtshellir med 30 m afstand ligger lavatunnelen Stefánshellir, som er dannet ved samme vulkanudbrud i omkring år 930. De er til sammen ca. 3.500 m.
Surtshellir er opkaldt efter ildjætten Surt. Den har tidligere været beboet af fredløse.